# 浠水经济开发区
浠水经济开发区是中华人民共和国湖北省黄冈市浠水县下辖的一个类似乡级单位。

## 行政区划
浠水经济开发区下辖以下村级行政区划单位：
翟港社区、南岳社区、洪山村、马铺村、人形地村、芦河村、姚家岭村、南岳庙村和翟港村。